# Snow Buddies
Snow Buddies (Brasil: Snow Buddies - Uma Aventura no Gelo ) é um filme estadunidense de 2008, do gênero comédia, foi lançado em DVD pelo Walt Disney Studios Home Entertainment em 5 de Fevereiro de 2008. 
Em 31 de janeiro de 2012 foi lançado em Blu-ray, com recursos extras que incluem uma narração do diretor sobre os efeitos visuais e um comentário em áudio dos Buddies e Shasta. Ainda incluem um videoclipe, erros de gravação e bastidores.

## Sinopse
Os mais adoráveis filhotes da Disney estão de volta, e dessa vez vão se aventurar no congelado Ártico e conhecer novos amigos em uma emocionante corrida de trenós pelo Alasca. Junte-se aos seus amiguinhos favoritos: o comilão Budderball, a estilosa Rosebud, o sossegado Buddha, o rapper B. Dwang e o bagunceiro MudBud para muita diversão, ação e confusão nesta emocionante história sobre a orça do trabalho em equipe e a importância de seguir os seus sonhos. Quando as coisas ficam complicadas, os nossos heróis precisam se juntar ao seu novo amigo Shasta e criar coragem para encarar os desafios do caminho. Mas será que eles serão capazes de ganhar a corrida e achar o caminho para casa? 

## Elenco
Atores
- Jason Bryden ... Narrador Phil
- Kelly Chapek ... Alice
- Jarvis Dashkewytch ... Sam
- Mike Dopud ... Joe
- Tyler Foden ... Bartleby
- Anthony Harrison ... Treinador
- Nicholas Harrison ... Piloto
- John Kapelos ... Jean George

Voz
- James Belushi ... Bernie
- Jimmy Bennett ... Buddha
- Lothaire Bluteau ... Francois
- Josh Flitter ... Budderball
- Skyler Gisondo ... B-Dawg
- Whoopi Goldberg ... Miss Mittens
- Henry Hodges ... Mudbud

## Controvérsia
A Disney importou 20 filhotes golden retriever de Nova York para, Vancouver, British Columbia, Canadá, para ocorreram as filmagens do filme. Um segundo grupo de oito filhotes, de oito semanas de idade, foram levados de Washington uma semana depois. Muitos dos filhotes contraíram um vírus altamente contagioso. Pelo menos 15 filhotes mostraram sinais da doença, incluindo infecções parasitárias de giárdia e coccídios. Quatro foram sacrificados e um filhote que foi devolvido ao criador sem sinais da doença morreu. A Disney contratou oito filhotes mais velhos para continuar filmando. Esses filhotes foram acompanhados por filhotes do segundo grupo que não adoeceram com a virose e a filmagem foi completada.